# Bâtiment Tudor
Le bâtiment Tudor (Tudor chambers en anglais), situé au 229 church square à Pretoria, Afrique du Sud, est un immeuble de bureaux de style victorien. Il fut construit par l'architecte anglais John Ellis. 

## Localisation
Le bâtiment est situé sur church square, à l'angle d'Helen Joseph (church) street et de Bank Lane. Sur la façade donnant sur church square, il est situé à côté de l'édifice appelé Rentbel Towers. 

## Descriptif
L'architecture néo-gothique du bâtiment de 5 niveaux est typique de la fin de l'époque victorienne, dans les styles Arts and Crafts et art nouveau. 
Avec ses parapets et sa tour d'angle, il était le plus haut bâtiment de Pretoria au moment de sa construction mais au fil du temps, le bâtiment s'est délabré, victime de dégâts des eaux. 
La tour d'origine et sa coupole en bronze ont été détruites lors d'une tempête en 1960 et remplacées par une structure figurative en acier plus légère.

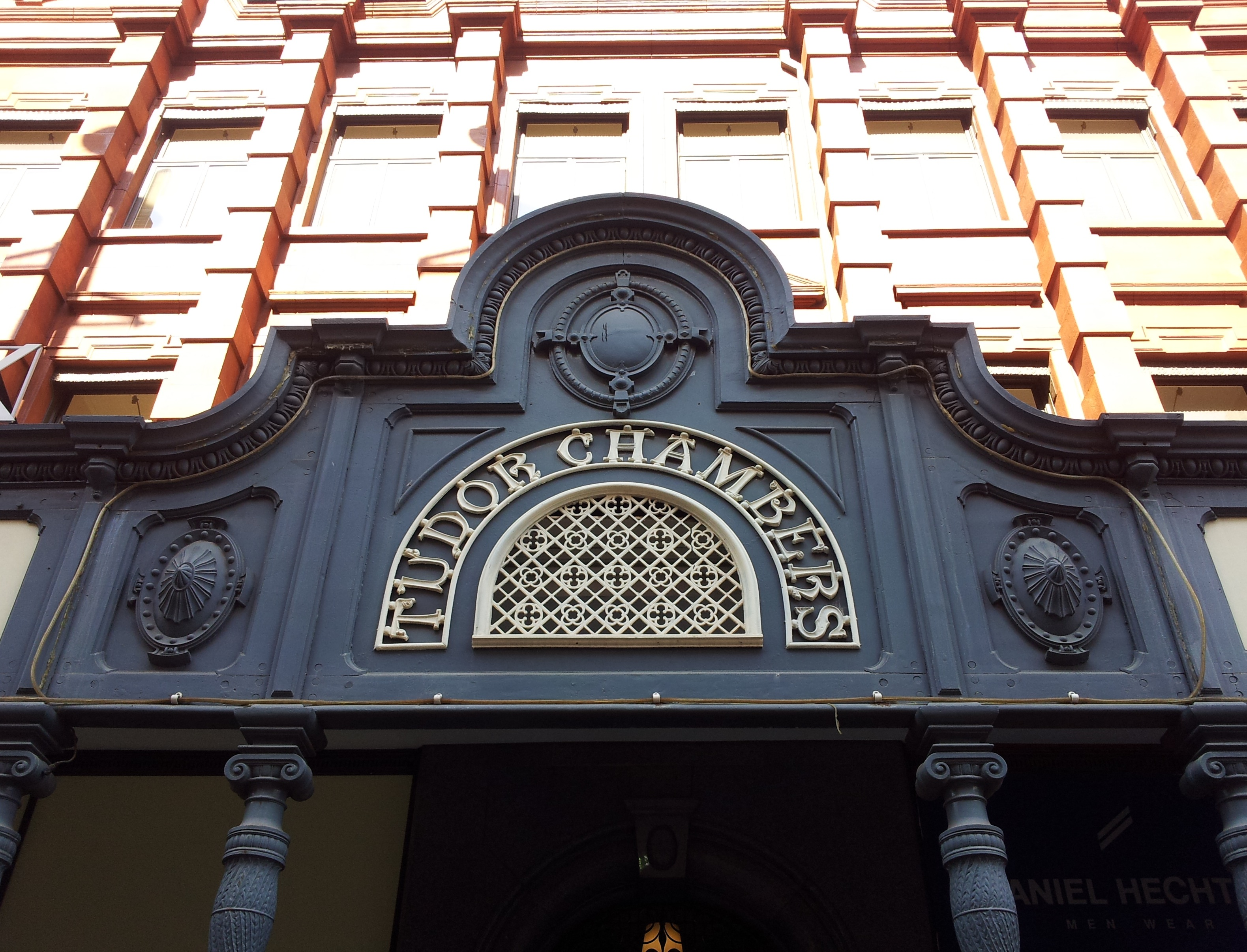
Signalétique
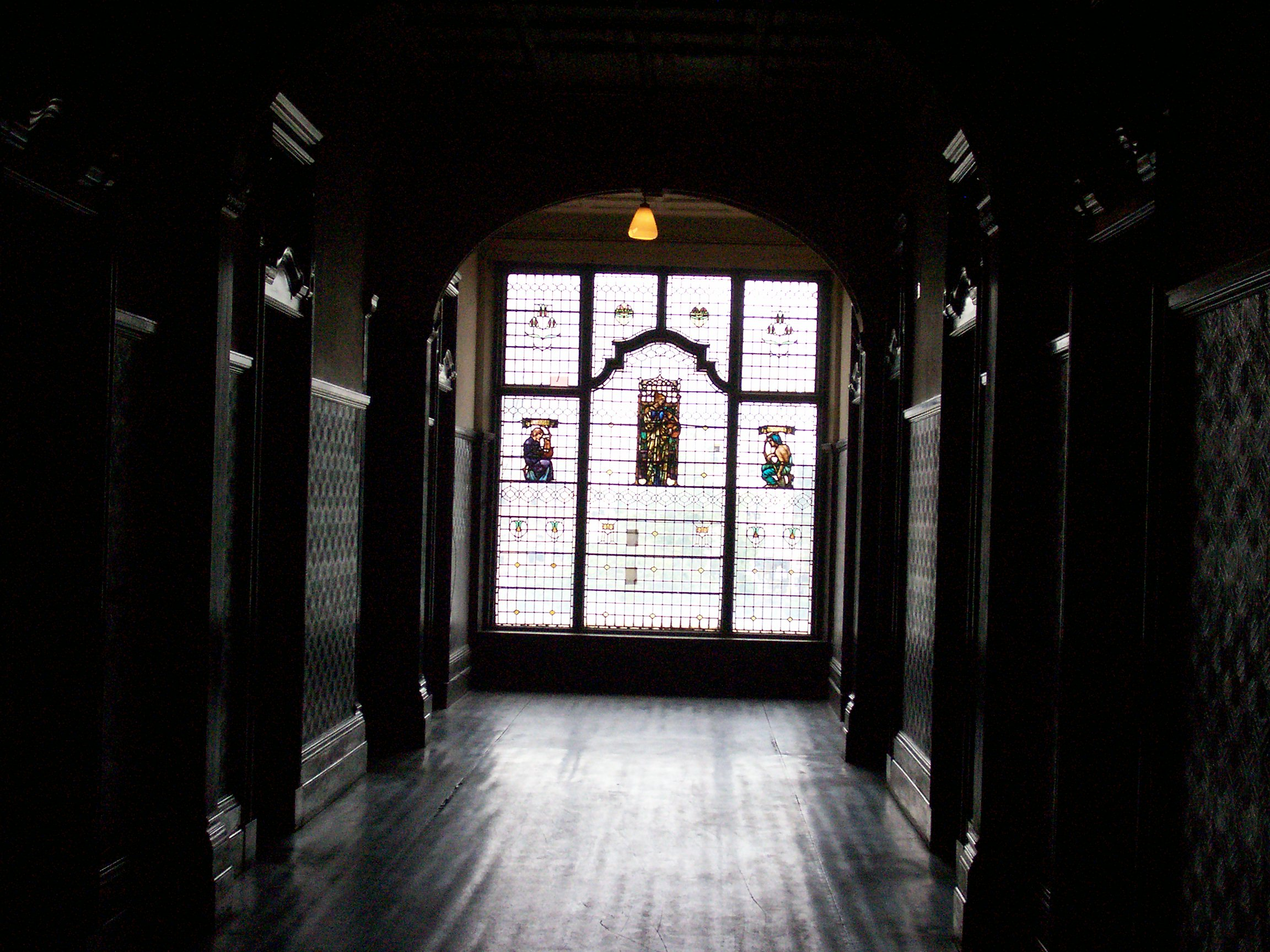
Pallier du premier étage
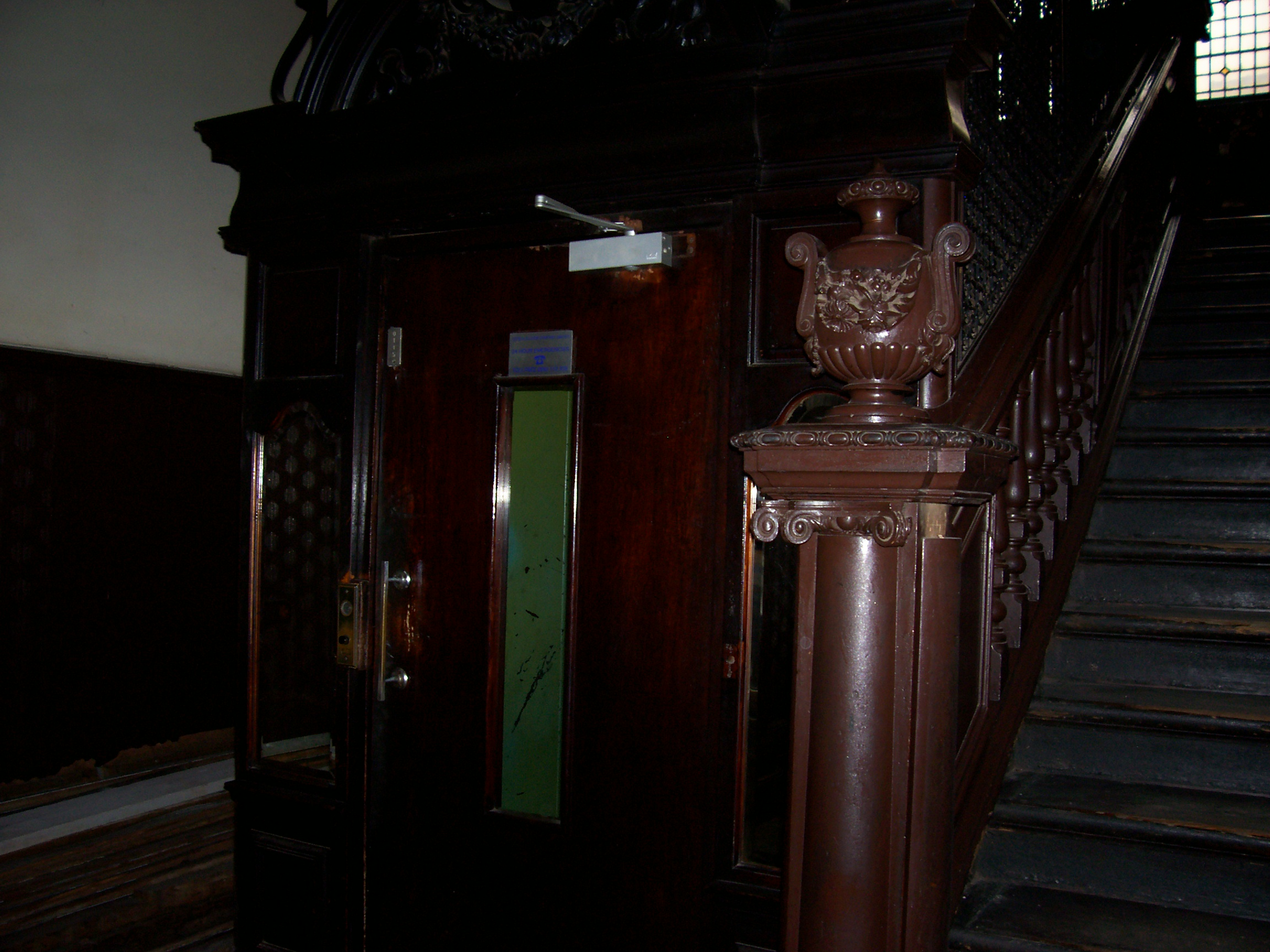
Cage d'ascenseur

## Historique
Le bâtiment fut construit par l'architecte John Ellis (1874-1929) avec des matériaux importés d’Écosse pour le compte de l'homme d'affaires George Heys (1852-1939) qui avait acheté le terrain en 1893 dans un but spéculatif. Le bâtiment est à l'origine destiné à accueillir des bureaux et des commerces et fut achevé en 1904. 
Heys était originaire de Durban et avait fondé une société de transport (Heys and Gibson) avant de s'orienter vers l'immobilier et les investissements. George Heyes était également le propriétaire de Melrose House. Lors de l'inauguration de l'immeuble, Heyes avait organisé une exposition d'arts au cours de laquelle fut présentée les épreuves de la statue de Paul Kruger réalisée par Anton van Wouw et destinée à être installer sur church square.
Le bâtiment fut racheté en 2007 par un amateur d'art et magnat de l'immobilier qui l'a restauré mais, à l'exception du rez de chaussée, il est resté globalement inoccupé. 

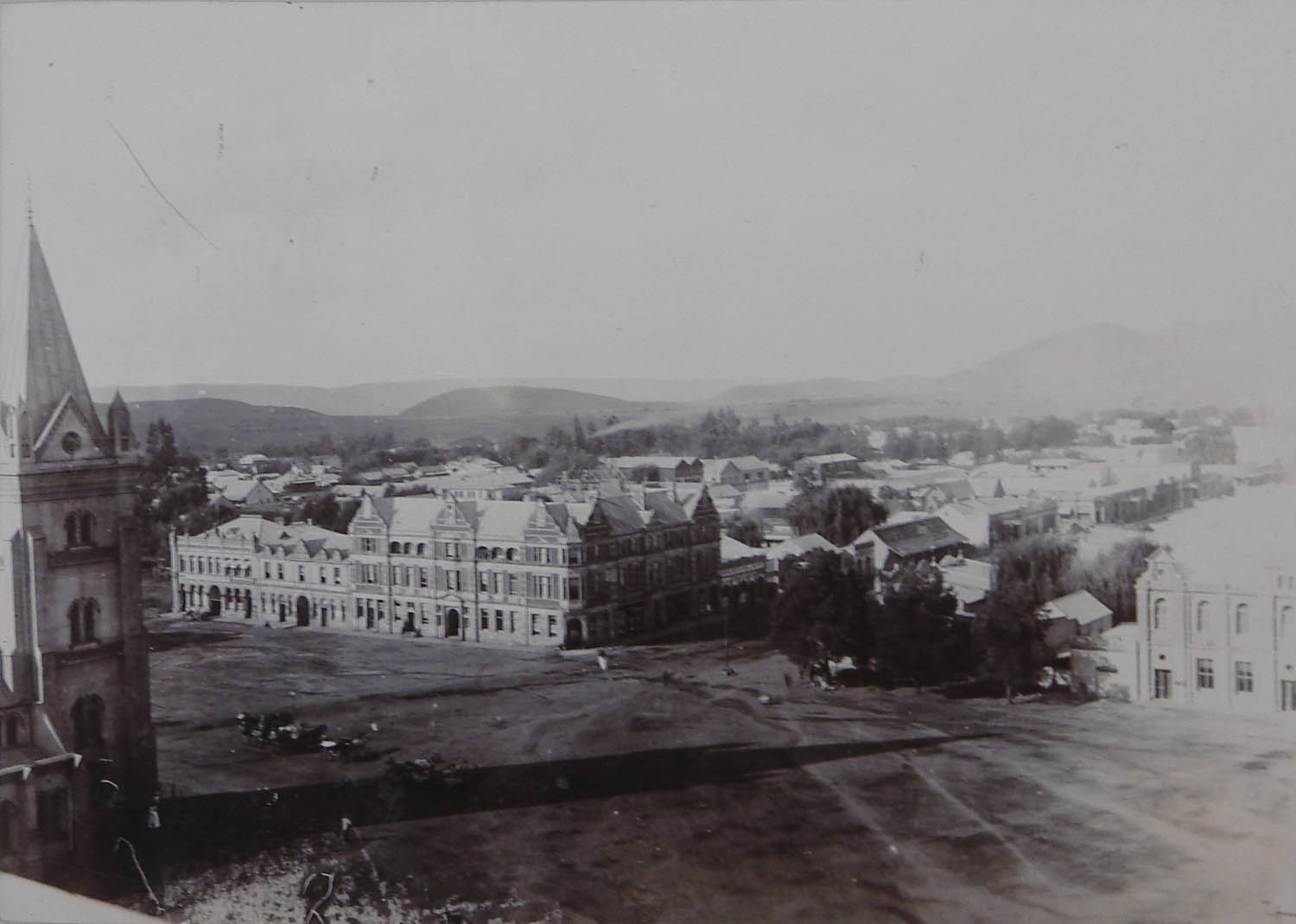
Site du bâtiment sur Church square en 1895, avant sa construction
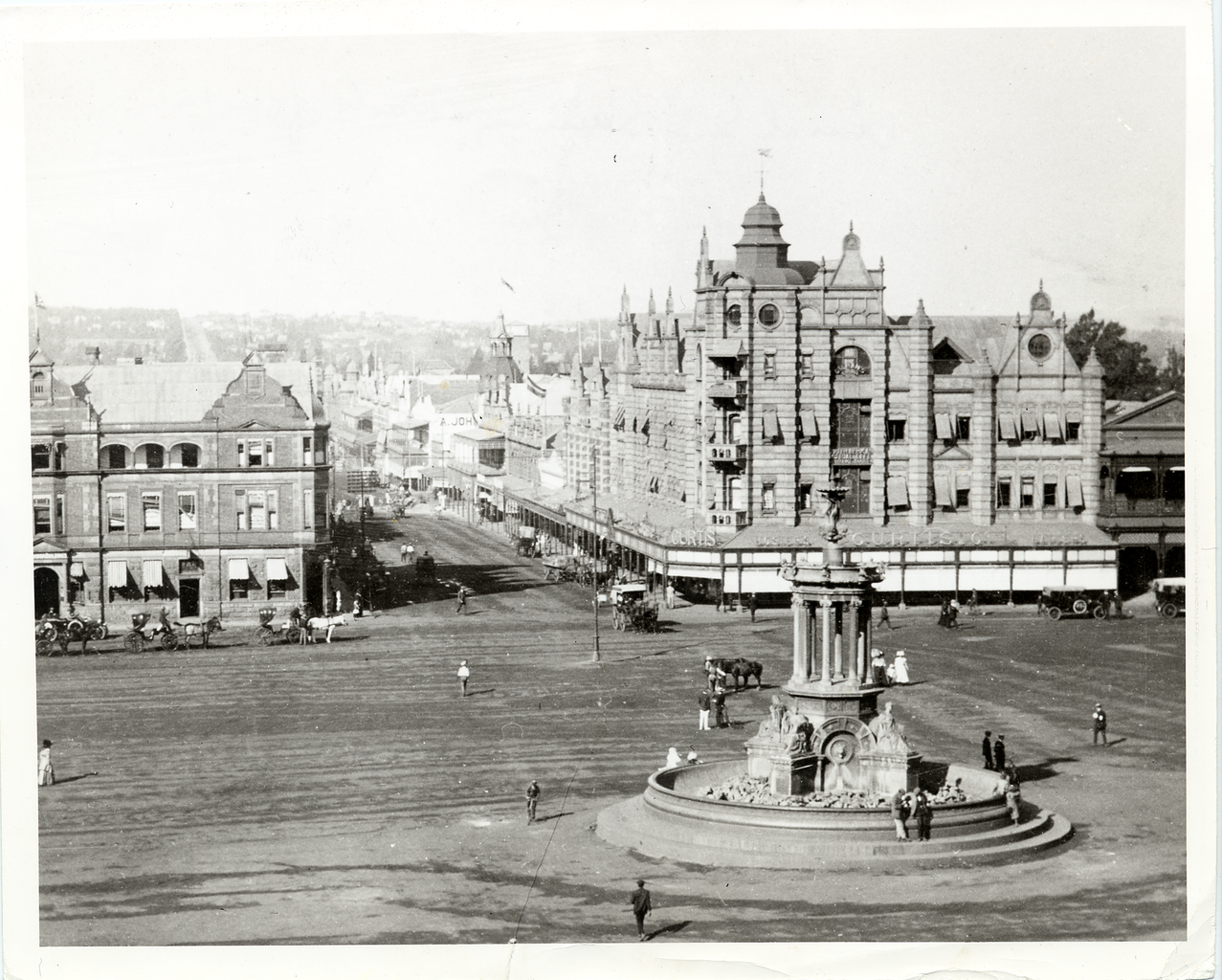
Le bâtiment (avec sa tour d'angle et sa coupole en bronze) nouvellement achevé en 1905
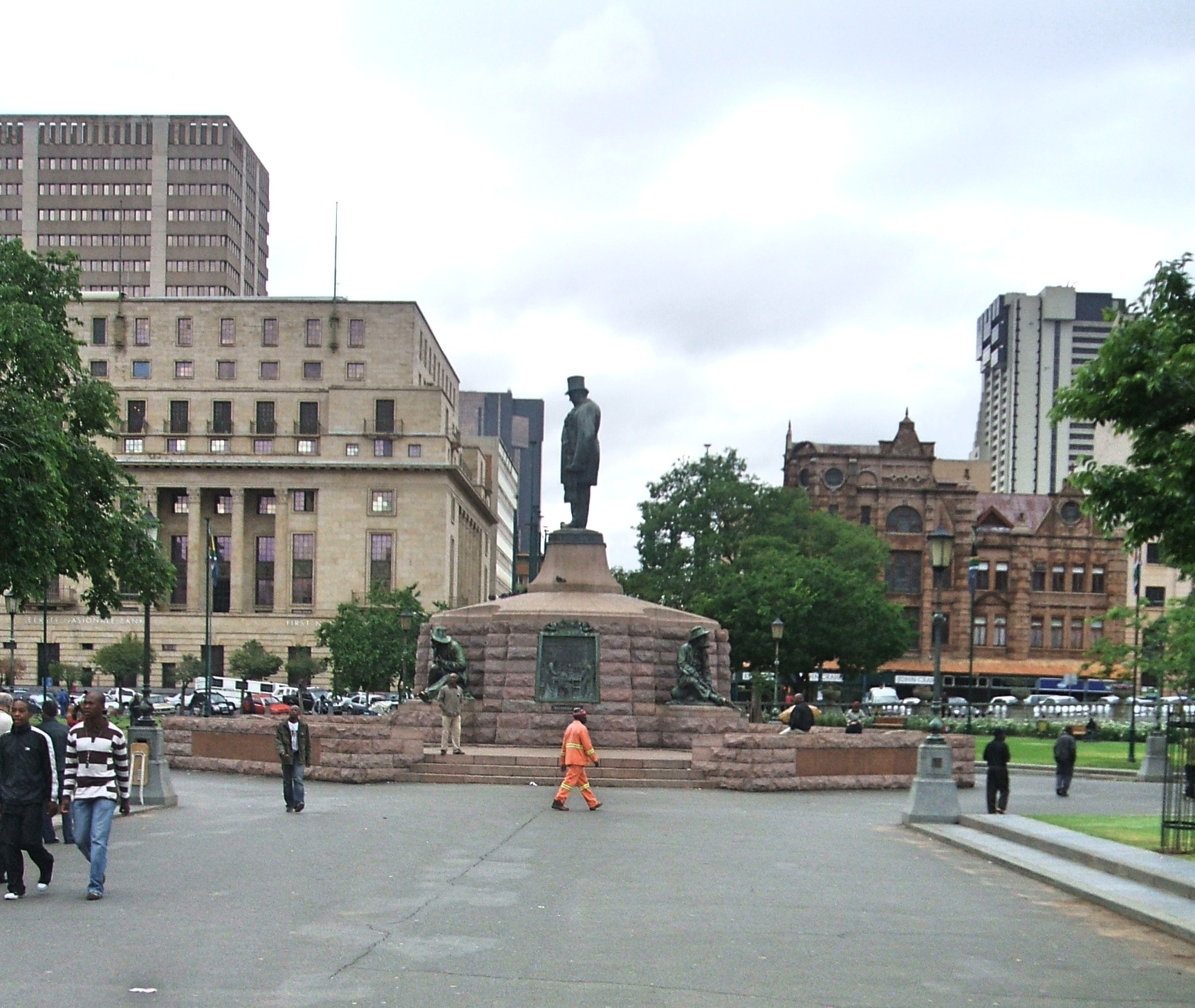
Statue de Paul Kruger et bâtiment Tudor en arrière plan
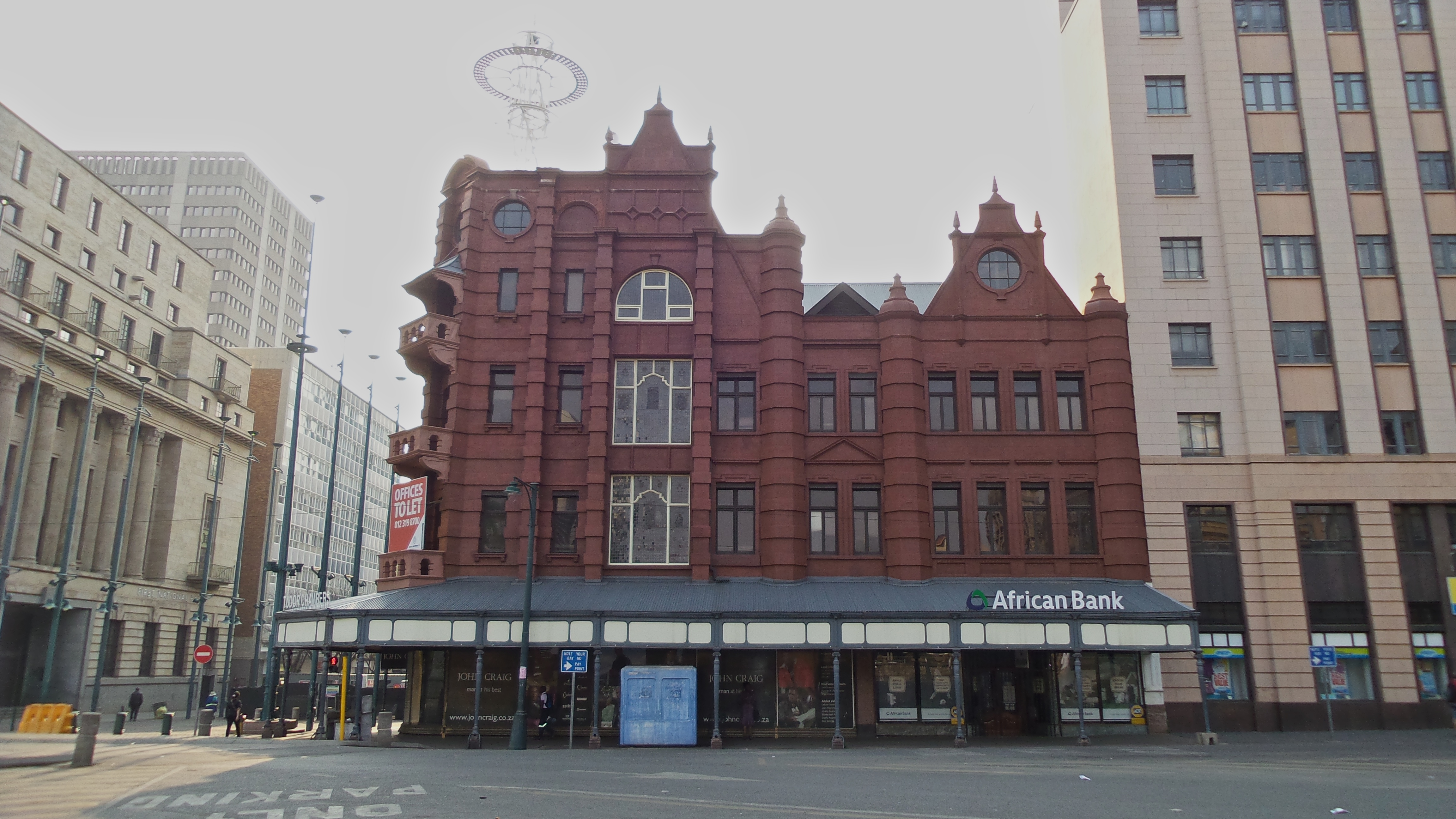
Façade principale sur church square